# Gračenica (potok)
Gračenica je zadnji vidnejši vodotok, ki se na ozemlju Slovenije kot desni pritok izliva v reko Savo.